# Mariluz Bermúdez
María de la Luz Bermúdez Garnier (San José, 26 de fevereiro de 1986) ou mais conhecida como Mariluz Bermúdez, é uma atriz costarriquenha, radicada mexicana.

## Biografia
Nasceu na capital da Costa Rica (San José) e se mudou para o México aos 6 anos de idade. 
Estudou atuação no Centro de Educación Artística (CEA), da Televisa.
Estreou na televisão na série Central de abasto, aonde interpretou Rocío.
No ano seguinte, em 2009, integrou ao elenco da novela Camaleones.
Também participou das telenovelas Una familia con suerte, Amor bravío e Corona de lágrimas.
Em 2013 interpretou Marilú na telenovela Mentir para vivir.
Em Setembro do mesmo ano, posou para a revista masculina H para Hombres.
Em 2014, integrou ao elenco da novela La Gata, interpretando Virginia, a irmã do protagonista Daniel Arenas.
Em 2015, teve uma participação especial na telenovela Simplemente María interpretando Diana.
Em 2016 interpretou Constanza, uma das protagonistas da novela Las Amazonas.
Em 2017 foi escalada para ser Valeria, a protagonista jovem da telenovela El Bienamado ao lado de Jesús Ochoa cuja personagem foi filha do protagonista.
Em 2018, é escalada para ser Estefanía, sua primeira vilã na telenovela Hijas de la luna.
Em 2019  Mariluz participará da telenovela Doña Flor y sus dos maridos, na qual compartilha créditos com , Ana Serradilla , Rebecca Jones ,Roberto Blandón  e entre outros ,interpretando sua segunda antagonista ,Samantha.  

## Carreira
- Me atrevo a amarte (2025) - Marisol Pérez-Soler Paz / Marisol Maldonado Paz
- Vivir de amor (2024) - Fátima Aranda Rivero Cuéllar
- Vencer la culpa (2023) - Ana Sofia "Ana Sofí" Ordax
- Vencer la ausencia (2022) - Ana Sofía "Ana Sofi" Ordax
- Diseñando tu amor (2021) - Dra. Rosa María Ponce Jiménez
- Doña Flor y sus dos maridos (2019) - Samantha Cabrera de Mercader
- Hijas de la luna (2019) - Estefanía Iriarte San Román
- El bienamado (2018) - Valeria Cienfuegos Samperio
- Las amazonas (2016) - Constanza Santos Luna
- Simplemente María (2015) - Diana Bezaine
- La gata (2014) - Virginia Martínez-Negrete
- Mentir para vivir (2013) - Marilú Tapia Bretón
- Corona de lágrimas (2012) - Cassandra Orozco
- Amor bravío (2012) - Isadora González de Lazcano (jovem)
- Una familia con suerte (2011-2012) - Karina "Kary" Arizcorreta Limantour
- Camaleones (2009-2010) - Lorena González
- Central del abasto (2008) - Rocío Pérez

## Discografia
- Camaleones (2009)

## Prêmios e Indicações

### Prêmio TVyNovelas
| Ano  | Categoria            | Telenovela   | Resultado |
| ---- | -------------------- | ------------ | --------- |
| 2017 | Melhor Atriz Juvenil | Las Amazonas | Indicada  |

## Ligações Externas
- Mariluz Bermúdez. no IMDb.
- Mariluz Bermúdez no Facebook
- Mariluz Bermúdez no Instagram
- Mariluz Bermúdez no X